# Маликорн (Алье)
Малико́рн (фр. Malicorne) — коммуна во Франции, находится в регионе Овернь. Департамент коммуны — Алье. Входит в состав кантона Коммантри. Округ коммуны — Монлюсон.
Код INSEE коммуны — 03159.

## Население
Население коммуны на 2008 год составляло 848 человек.
| 1962 | 1968 | 1975 | 1982 | 1990 | 1999 | 2008 |
| ---- | ---- | ---- | ---- | ---- | ---- | ---- |
| 483  | 485  | 528  | 524  | 822  | 814  | 848  |

## Экономика
В 2007 году среди 538 человек в трудоспособном возрасте (15—64 лет) 390 были экономически активными, 148 — неактивными (показатель активности — 72,5 %, в 1999 году было 68,2 %). Из 390 активных работали 337 человек (192 мужчины и 145 женщин), безработных было 53 (25 мужчин и 28 женщин). Среди 148 неактивных 29 человек были учениками или студентами, 37 — пенсионерами, 82 были неактивными по другим причинам.

## Достопримечательности
- Церковь Сен-Преже (кон. XII века)
  - Фасад — исторический памятник с 5 октября 1932 года
  - Церковь (кроме верхнего этажа башни, колокольни и крыши) — исторический памятник с 13 июня 1939 года
  - Верхняя часть башни (кроме уже перечисленных частей) — исторический памятник с 29 декабря 2004 года
- Фонтан Бассье